# Angeriasrivier
De Angeriasrivier (Zweeds: Angeriasjoki) is een rivier die stroomt in de Zweedse gemeente Kiruna. De Angeriasrivier ontstaat niet ver van het Rautujärvi, waarvan uit de Rauturivier naar het noorden stroomt. De Angeriasrivier stroomt oostwaarts en stroomt daarbij langs het Rautusakara Natuurreservaat. Het riviertje stroomt naar de Vittangirivier. Ze is circa 4 kilometer lang.
Afwatering: Angeriasrivier → Vittangirivier → Torne → Botnische Golf